# کانه‌کو فومیکو
کانه‌کو فومیکو (انگلیسی: Fumiko Kaneko; ۲۵ ژانویهٔ ۱۹۰۳ – ۲۳ ژوئیهٔ ۱۹۲۶) یک آنارشیست ژاپنی و نهیلیست بود. وی به جرم توطئه برای ترور اعضای خانواده امپراتوری ژاپن محکوم شد.